# Bedburn
Bedburn è un paese nella contea di Durham, in Inghilterra. È situato vicino ad Hamsterley, alla foresta di Hamsterley e al fiume Wear.